# Pterolophia albivenosa
Pterolophia albivenosa är en skalbaggsart som först beskrevs av Francis Polkinghorne Pascoe 1865.  Pterolophia albivenosa ingår i släktet Pterolophia och familjen långhorningar. Inga underarter finns listade i Catalogue of Life.